# Janildes Fernandes
Janildes Fernandes (født 23. august 1980) er en brasiliansk cykelrytter som konkurrerer i landevejscykling. Hun  repræsenterede Brasilien under Sommer-OL 2012 i London, hvor hun ikke gennemførte landevejsløbet